# Henry Mountains
Le Henry Mountains sono una catena di monti nella parte sudest dello stato statunitense dell'Utah e corre generalmente in direzione nord-sud, estendendosi su una distanza di circa 50 chilometri. Prende il nome di Joseph Henry, primo segretario dello Smithsonian Institution, assegnato in suo onore dal topografo, geologo ed esploratore Almon Thompson. La città, di una qualche importanza, più vicina è Hanksville, che si trova a nord del gruppo montuoso. Le Henry Mountains sono state l'ultima catena ad essere aggiunta alla carta dei 48 stati contigui degli Stati Uniti (1872), e prima che l'esploratore John Wesley Powell gli assegnasse un nome ufficiale, era chiamata "Montagne sconosciute". Nella lingua navajo la catena è ancor oggi detta Dził Bizhiʼ Ádiní ("Montagne cui manca il nome").

## Geografia e geologia

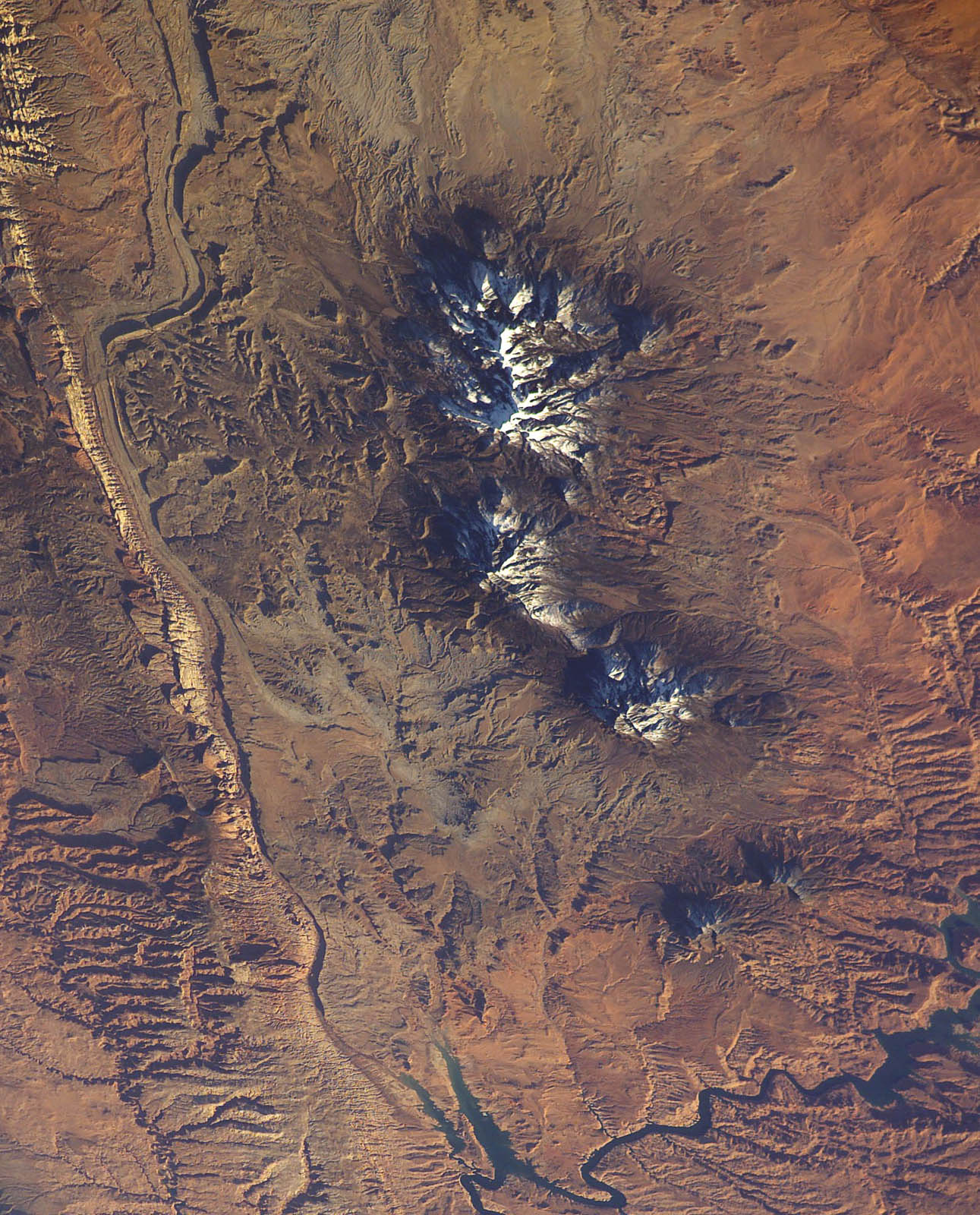
Le Henry Mountains dominano il centro di questa veduta, un'immagine tagliata, a bassa risoluzione, dal Image Science & Analysis Laboratory, NASA Johnson Space Center. Il lago Powell e il fiume Colorado sono a sud e il Waterpocket Fold è a ovest.

La catena è raggruppata in due gruppi principali, con la Strada statale 276 dello Utah che la divide in due parti. Il gruppo settentrionale è di gran lunga il più alto con il Monte Elena, alto 3513 metri s.l.m., il Monte Pennel, alto 3466 metri e il Monte Hillers, alto 3274 metri. Il gruppo meridionale è più basso, con i suoi due picchi: il Monte Ellsworth, alto 2510  e il Monte Holmes, alto 2438 metri. Il gruppo meridionale è noto anche con il nome di "Little Rockies" (Piccole rocce).
Le Henry Mountains alimentano un certo numero di corsi d'acqua, che scorrono in canyon disposti a raggiera, e vanno verso nord, con il fiume Fremont, verso est, con il fiume Dirty Devil e verso sud con il lago Powell.
Il primo che studio la geologia di questi monti fu Grove Karl Gilbert negli anni 1875-1876. 
Egli coniò il termine laccolite per descrivere la caratteristica forma di alcune intrusioni magmatiche che formano il nucleo delle montagne. Il tipo principale di roccia magmatica è la diorite porfiritica.
L'età delle rocce magmatiche è importante per comprendere l'evoluzione dell'Altopiano del Colorado. È stato accertato, con il metodo di datazione uranio-piombo dello zircone e con quello di datazione argo-argo dell'orneblenda, che queste intrusioni si sono formate da 23 a 31 milioni di anni fa. Il sistema di datazione con le tracce di scissione ha anche fornito risultati coerenti (il sistema di Datazione al potassio-argo aveva invece fornito una datazione erronea).
Le intrusioni sono "ospitate" da rocce sedimentarie dal Permiano al Cretacico. La geologia di queste montagne è simile a quelle delle montagne La Sal e delle montagne Abajo, entrambe anche sull'altipiano del Colorado nel sudest dello Utah: i luoghi sono mostrati da immagini satellitari, presentate con informazioni sulla catena montuosa La Sal.

## Il bisonte americano

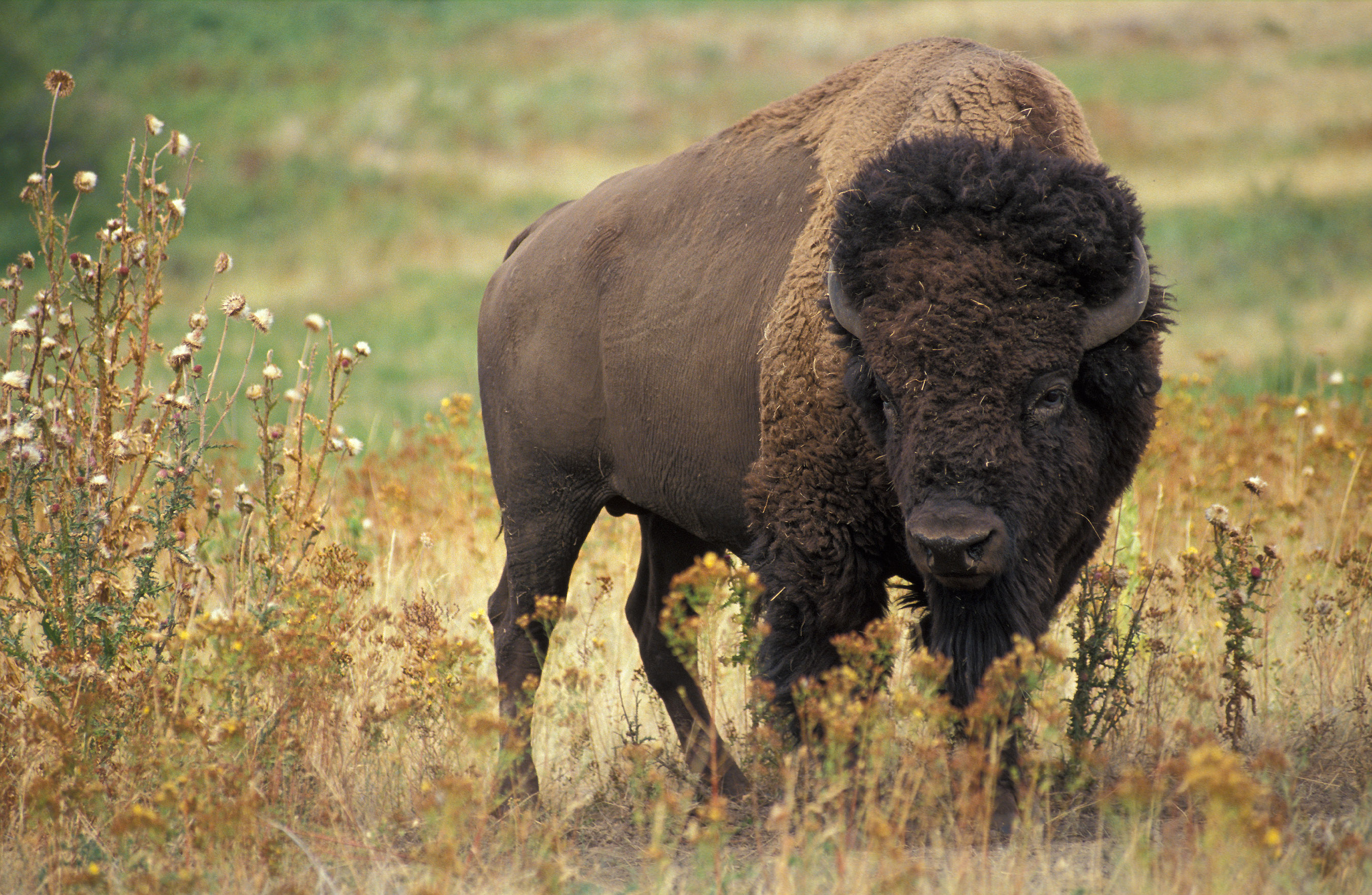
Bisonte americano

Le Henry Mountains ospitano circa 350 bisonti americani. Attraverso test genetici del DNA mitocondriale e nucleare, è stato mostrato che la mandria di bisonti delle Henry Mountains è una delle sole tre mandrie di razza pura e allo stato brado su terreno pubblico degli Stati Uniti. Questo studio, pubblicato nel 2015, ha mostrato che il bisonte americano delle Henry Mountains è esente da brucellosi, una malattia batterica che fu importata nel Nordamerica da bovino non locali. Le altre due mandrie americane si trovano nel Parco nazionale di Yellowstone e nel Parco nazionale di Wind Cave. La mandria dei bisonti delle Henry Mountains fu creata nel 1941 quando 18 bisonti, compresi tre maschi, furono trasportati dal Parco Nazionale di Yellowstone e rimessi in libertà vicino al fiume Dirty Devil, a sudest di Hanksville. Altri cinque maschi furono aggiunti a questa popolazione nel 1942. La mandria si è gradualmente spostata verso le Henry Mountains, frequentando altitudini fino a 3000 metri s.l.m. La mandria delle Henry Mountain risulta indenne da brucellosi fin dal 1963.
L'obiettivo di una popolazione di bisonti della mandria delle Henry Mountains per il 2012 fu posto dai biologi della fauna selvatica delle Henry Mountains. Poiché i bisonti si riproducono facilmente e le mandrie erano più grosse del passato, si decise di ridurne la dimensione. A questo scopo, e per incrementare una generale diversità genetica, animali da allevamento furono trasportati in altre località. Nel gennaio del 2009 la Divisione Risorse di animali selvatici dello Utah trasferì ufficialmente 31 bisonti nelle Book Cliffs dello Utah orientale. Il nuovo gruppo raggiunse gli animali precedentemente trasferiti nell'agosto del 2008 da una mandria di proprietà privata vicino alla riserva indiana Uintah e Ouray. In aggiunta vengono concesse speciali licenze annuali per la caccia ai bisonti e aiutare così a ridurre la popolazione in eccesso. Nel 2009 furono concesse 146 licenze una tantum per la caccia al bisonte nelle Henry Mountains. Questa caccia è ampiamente sostenuta nella zona poiché il terreno accidentato rende difficile cacciare il bisonte e si favorisce quindi un'attività remunerata per le guide.

## Gestione
Gran parte della zona è gestita dallo statunitense Ufficio per la gestione del territorio.